# Tattoo

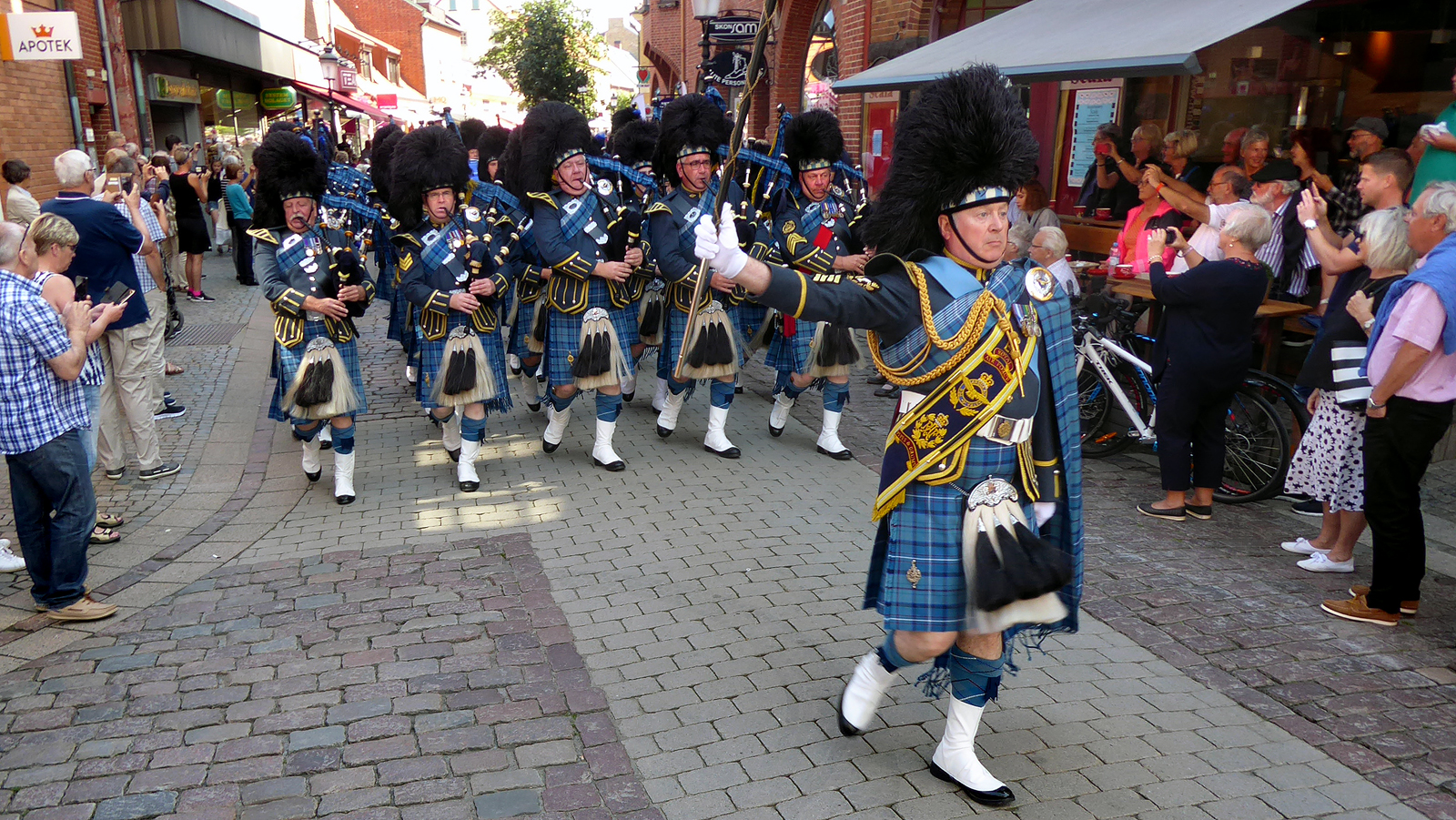
En skotsk musikkår på Stora Östergatan i Ystad 10 aug 2017, i samband med Ystads Tattoo 2017.

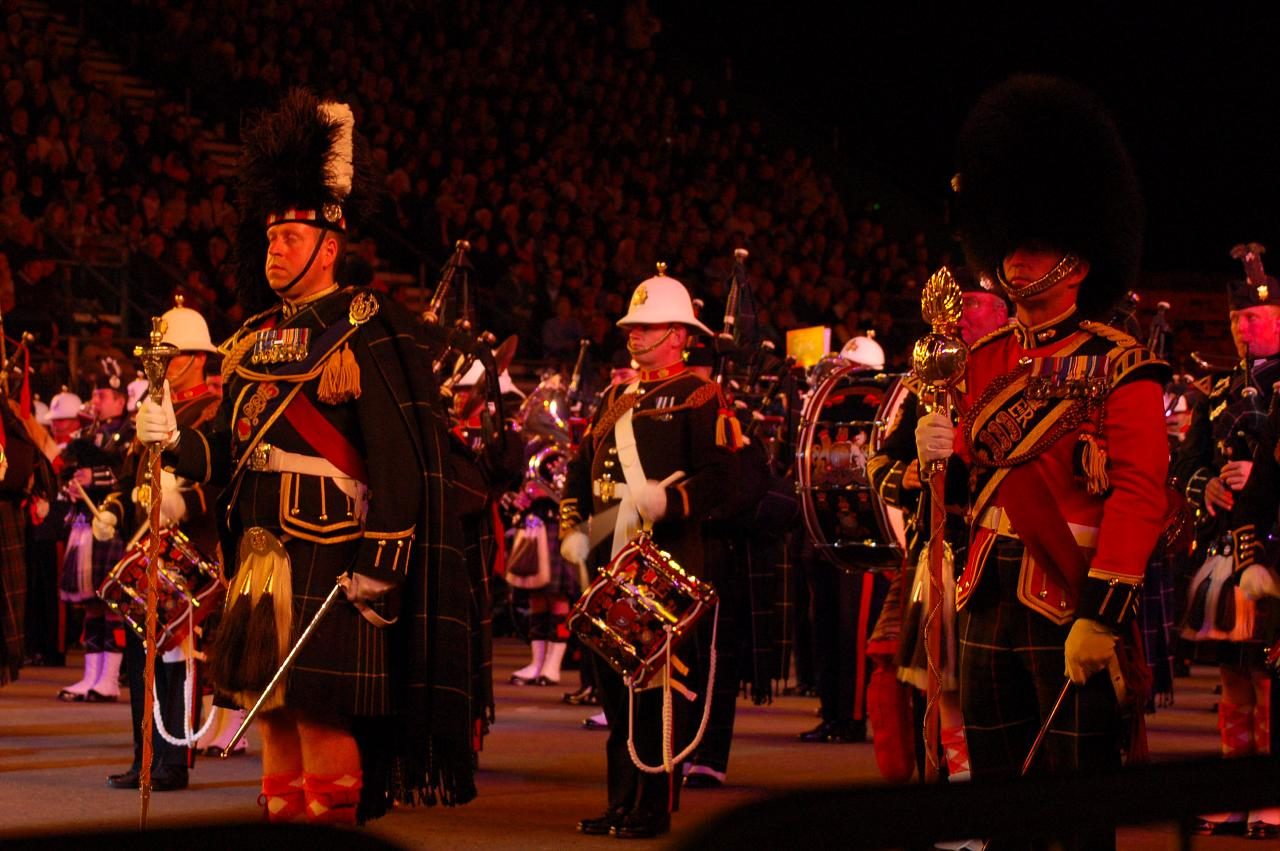
Tattoo i Edinburgh.

Tattoo är en militär musikuppvisning i paradform. Den har växt ut ur kvällssignalen tapto, och framförs därför företrädesvis i skymningen.

## I Sverige
Det har förekommit olika tattooföreställningar i Sverige genom åren. Här listas ett urval i kronologisk ordning.
- Swedish Military Tattoo, Strängnäs/Stockholm (1986-2006)
- Tattoo till häst, Stockholm (1993)
- Ystad International Military Tattoo, Ystad (1999-)
- Eksjö International Tattoo, Eksjö (2003-)
- Västerås Tattoo, Västerås (2006-2009)
- Stockholm Military Tattoo, Stockholm (2009-2010)
- Sweden International Tattoo, Malmö (2011-)